# Luise Blumberg
Luise Blumberg (* 8. Februar 1890 in Mülheim an der Ruhr; † 13. November 1974 in Oberhausen) war eine deutsche Kommunalpolitikerin und Abgeordnete des Provinziallandtags der Rheinprovinz.
Luise Blumberg wurde als Tochter des Kaufmanns Christian Friedrich Heinrich Becker und seiner Frau Anna Lindgens in Mülheim an der Ruhr geboren. 1907 legte sie ihr Abitur an der Luisenschule ab und heiratete 1909 den Juristen Ernst Blumberg (1879–1914), der zu Kriegsbeginn eingezogen wurde und zu den ersten Gefallenen des Ersten Weltkrieges zählte. Mit Einführung des aktiven und passiven Frauenwahlrechts in der Weimarer Republik wurde die Witwe, Hausfrau und Mutter von zwei Kindern von der Deutschen Volkspartei (DVP) als Kandidatin bei den Kommunalwahlen aufgestellt. 1919 zog sie neben Maria Büssemeier und Katharina Haverkamp (beide Zentrumspartei) als erste Frau in die Mülheimer Stadtverordnetenversammlung ein. Sie übte ihr Mandat zwei Wahlperioden lang aus (bis 1929). Von 1922 bis 1930 saß sie als Abgeordnete im Rheinischen Provinziallandtag. Von 1932 bis 1933 saß sie als Abgeordnete des Wahlkreises Oberhausen im 79. Rheinischen Provinziallandtag, bis dieser von den Nationalsozialisten aufgelöst wurde.